# 吉恩·许
尤金·威廉·“吉恩”·许（英語：Eugene William "Gene" Shue，1931年11月18日—2022年4月3日），生于马里兰州巴尔的摩，前美国职业篮球运动员和教练。

## 球员生涯
许有着十年的球员生涯，这一期间他发明了假动作突破，她在1958-62年连续5个赛季入选NBA全明星赛，并且在1960年当选NBA联盟第一阵容。当许退役之时是整个联盟得分最高的后卫，这一纪录随后被埃尔文·约翰逊所打破。

## 教练生涯
作为教练，他1977年执教费城76人队打入NBA总冠军，但是最终输给了比尔·沃尔顿。那也是一场声名狼藉的比赛，比赛中发现「巧克力闪电」达里尔·道金斯在球员休息室内的厕所内磕药。作为主教练的吉恩·许在其23年的职业生涯中获得过两次NBA最佳教练的称号。